# グレイリング (SS-492)
グレイリング (USS Grayling, SS-492) は、アメリカ海軍の潜水艦。テンチ級潜水艦の一隻。艦名はサケ科カワヒメマス属の総称に因んで命名された。その名を持つ艦としてはタンバー級潜水艦10番艦(SS-209)以来5隻目。

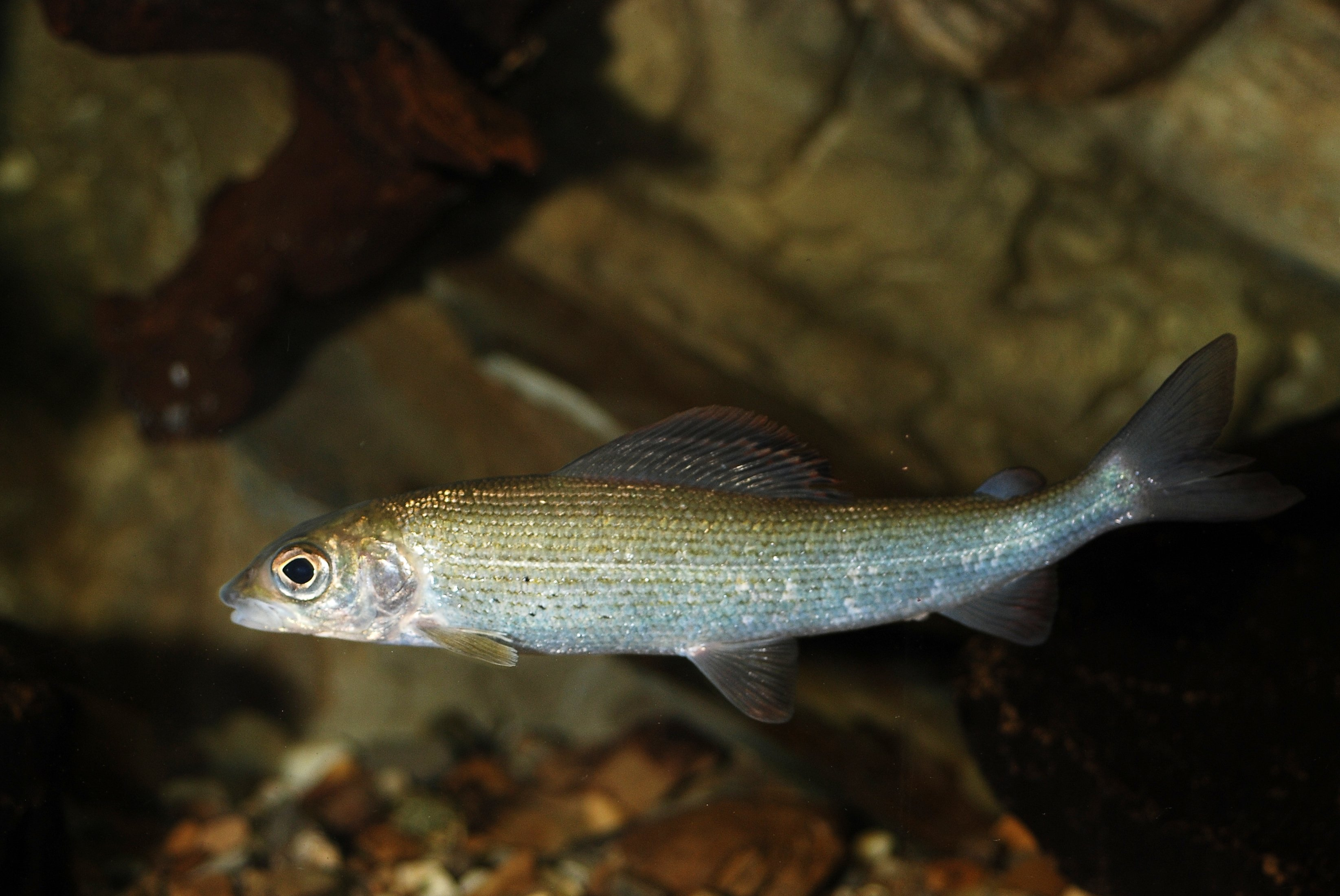
グレイリング（Grayling）

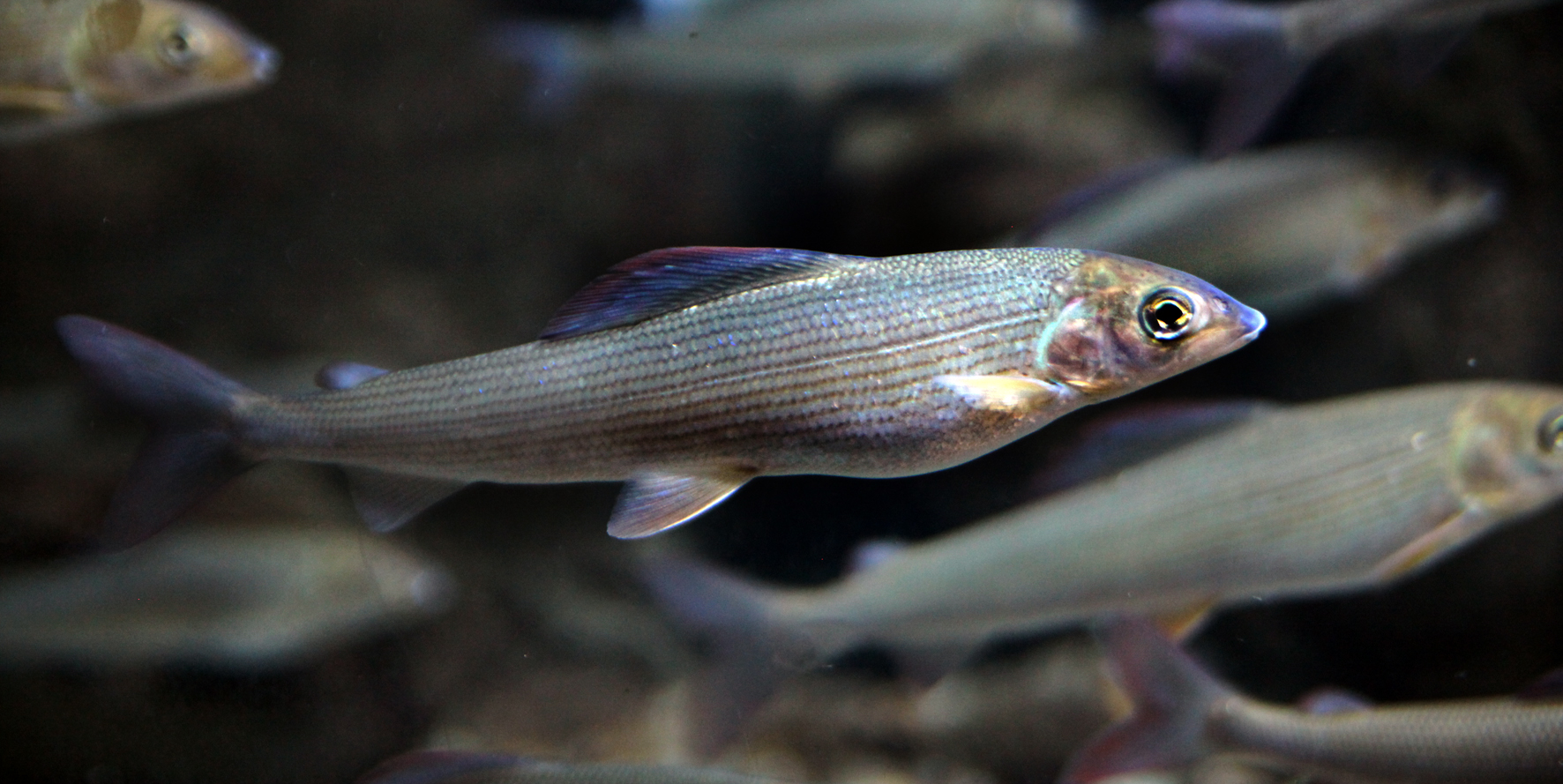
アークティック・グレイリング（Arctic grayling）

SS-492 は1944年8月29日にグレイリングの艦名が命名されることが決定したが、1945年8月12日に建造は取り消された。なお、退役から24年後にスタージョン級原子力潜水艦4番艦として6代目グレイリング (SSN-646)が就役している。
- この記事はアメリカ合衆国政府の著作物であるDictionary of American Naval Fighting Shipsに由来する文章を含んでいます。